# Liste der Nummer-eins-Hits in den USA (2011)
Dies ist eine Liste der Nummer-eins-Hits in den von Billboard ermittelten Charts in den USA (Hot 100) im Jahr 2011. In diesem Jahr gab es vierzehn Nummer-eins-Singles und einunddreißig Nummer-eins-Alben.

## Singles
| ← 2010 ← | Liste der Nummer-eins-Hits in den USA | Liste der Nummer-eins-Hits in den USA | Liste der Nummer-eins-Hits in den USA                                                    | 2012 →                    |
| \| Zeitraum \| Wo. ges. \| Interpret \| Titel Autor(en) \| Zusätzliche Informationen \| \| (Zeitraum, Wochen auf Platz eins, Interpret, Titel, Autor[en], zusätzliche Informationen) \| \| \| \| \| \| ----------------------------------------------------------------------------------------- \| -------- \| ------------------------------------- \| ------------------------------------------------------------------------------------------- \| ------------------------- \| \| 18. Dezember 2010 – 7. Januar 2011 3 Wochen (insgesamt 4) \| 4 \| Katy Perry \| Firework[1] Katy Perry, Mikkel S. Eriksen, Tor Erik Hermansen, Sandy Wilhelm, Ester Dean \| – \| \| 8. Januar 2011 – 14. Januar 2011 1 Woche (insgesamt 4) \| 4 \| Bruno Mars \| Grenade[2] Bruno Mars, Philip Lawrence, Ari Levine, Brody Brown, Claude Kelly, Andrew Wyatt \| – \| \| 15. Januar 2011 – 21. Januar 2011 1 Woche (insgesamt 4) \| 4 \| Katy Perry \| Firework Katy Perry, Mikkel S. Eriksen, Tor Erik Hermansen, Sandy Wilhelm, Ester Dean \| – \| \| 22. Januar 2011 – 28. Januar 2011 1 Woche (insgesamt 4) \| 4 \| Bruno Mars \| Grenade Bruno Mars, Philip Lawrence, Ari Levine, Brody Brown, Claude Kelly, Andrew Wyatt \| – \| \| 29. Januar 2011 – 4. Februar 2011 1 Woche (insgesamt 1) \| 1 \| Britney Spears \| Hold It Against Me[3] Max Martin, Dr. Luke, Billboard, Bonnie McKee \| – \| \| 5. Februar 2011 – 18. Februar 2011 2 Wochen (insgesamt 4) \| 4 \| Bruno Mars \| Grenade Bruno Mars, Philip Lawrence, Ari Levine, Brody Brown, Claude Kelly, Andrew Wyatt \| – \| \| 19. Februar 2011 – 25. Februar 2011 1 Woche (insgesamt 1) \| 1 \| Wiz Khalifa \| Black and Yellow[4] Cameron Thomaz, Mikkel S. Eriksen, Tor Erik Hermansen \| – \| \| 26. Februar 2011 – 8. April 2011 6 Wochen (insgesamt 6) \| 6 \| Lady Gaga \| Born This Way[5] Stefani Germanotta, Jeppe Laursen \| – \| \| 9. April 2011 – 29. April 2011 3 Wochen (insgesamt 5) \| 5 \| Katy Perry feat. Kanye West \| E.T.[6] Katy Perry, Lukasz Gottwald, Max Martin, Joshua Coleman, Kanye West \| – \| \| 30. April 2011 – 6. Mai 2011 1 Woche (insgesamt 1) \| 1 \| Rihanna feat. Britney Spears \| S&M[7] Mikkel S. Eriksen, Tor Erik Hermansen, Sandy Wilhelm, Ester Dean \| – \| \| 7. Mai 2011 – 20. Mai 2011 2 Wochen (insgesamt 5) \| 5 \| Katy Perry feat. Kanye West \| E.T. Katy Perry, Lukasz Gottwald, Max Martin, Joshua Coleman, Kanye West \| – \| \| 21. Mai 2011 – 8. Juli 2011 7 Wochen (insgesamt 7) \| 7 \| Adele \| Rolling in the Deep[8] Adele Adkins, Paul Epworth \| – \| \| 9. Juli 2011 – 15. Juli 2011 1 Woche (insgesamt 1) \| 1 \| Pitbull feat. Ne-Yo, Afrojack & Nayer \| Give Me Everything[9] Armando Pérez, Nick van de Wall, Shaffer Smith \| – \| \| 16. Juli 2011 – 26. August 2011 6 Wochen (insgesamt 6) \| 6 \| LMFAO feat. Lauren Bennett & GoonRock \| Party Rock Anthem[10] Stefan Gordy, Skyler Gordy, Jamahl Listenbee, Peter Schroeder \| – \| \| 27. August 2011 – 9. September 2011 2 Wochen (insgesamt 2) \| 2 \| Katy Perry \| Last Friday Night (T.G.I.F.)[11] Katy Perry, Lukasz Gottwald, Max Martin, Bonnie McKee \| – \| \| 10. September 2011 – 16. September 2011 1 Woche (insgesamt 4) \| 4 \| Maroon 5 feat. Christina Aguilera \| Moves Like Jagger[12] Adam Levine, Benny Blanco, Ammar Malik, Shellback \| – \| \| 17. September 2011 – 23. September 2011 1 Woche (insgesamt 5) \| 5 \| Adele \| Someone like You[13] Adele, Dan Wilson \| – \| \| 24. September 2011 – 14. Oktober 2011 3 Wochen (insgesamt 4) \| 4 \| Maroon 5 feat. Christina Aguilera \| Moves Like Jagger Adam Levine, Benny Blanco, Ammar Malik, Shellback \| – \| \| 15. Oktober 2011 – 11. November 2011 4 Wochen (insgesamt 5) \| 5 \| Adele \| Someone like You Adele, Dan Wilson \| – \| \| 12. November 2011 – 6. Januar 2012 8 Wochen (insgesamt 10) \| 10 \| Rihanna feat. Calvin Harris \| We Found Love[14] Calvin Harris \| – \| |                                       |                                       |                                                                                          |                           |
| ← 2010 |                                       |                                       |                                                                                          | → 2012 →                  |
| Zeitraum | Wo. ges.                              | Interpret                             | Titel Autor(en)                                                                          | Zusätzliche Informationen |
| (Zeitraum, Wochen auf Platz eins, Interpret, Titel, Autor[en], zusätzliche Informationen) |                                       |                                       |                                                                                          |                           |
| 18. Dezember 2010 – 7. Januar 2011 3 Wochen (insgesamt 4) | 4                                     | Katy Perry                            | Firework Katy Perry, Mikkel S. Eriksen, Tor Erik Hermansen, Sandy Wilhelm, Ester Dean    | –                         |
| 8. Januar 2011 – 14. Januar 2011 1 Woche (insgesamt 4) | 4                                     | Bruno Mars                            | Grenade Bruno Mars, Philip Lawrence, Ari Levine, Brody Brown, Claude Kelly, Andrew Wyatt | –                         |
| 15. Januar 2011 – 21. Januar 2011 1 Woche (insgesamt 4) | 4                                     | Katy Perry                            | Firework Katy Perry, Mikkel S. Eriksen, Tor Erik Hermansen, Sandy Wilhelm, Ester Dean    | –                         |
| 22. Januar 2011 – 28. Januar 2011 1 Woche (insgesamt 4) | 4                                     | Bruno Mars                            | Grenade Bruno Mars, Philip Lawrence, Ari Levine, Brody Brown, Claude Kelly, Andrew Wyatt | –                         |
| 29. Januar 2011 – 4. Februar 2011 1 Woche (insgesamt 1) | 1                                     | Britney Spears                        | Hold It Against Me Max Martin, Dr. Luke, Billboard, Bonnie McKee                         | –                         |
| 5. Februar 2011 – 18. Februar 2011 2 Wochen (insgesamt 4) | 4                                     | Bruno Mars                            | Grenade Bruno Mars, Philip Lawrence, Ari Levine, Brody Brown, Claude Kelly, Andrew Wyatt | –                         |
| 19. Februar 2011 – 25. Februar 2011 1 Woche (insgesamt 1) | 1                                     | Wiz Khalifa                           | Black and Yellow Cameron Thomaz, Mikkel S. Eriksen, Tor Erik Hermansen                   | –                         |
| 26. Februar 2011 – 8. April 2011 6 Wochen (insgesamt 6) | 6                                     | Lady Gaga                             | Born This Way Stefani Germanotta, Jeppe Laursen                                          | –                         |
| 9. April 2011 – 29. April 2011 3 Wochen (insgesamt 5) | 5                                     | Katy Perry feat. Kanye West           | E.T. Katy Perry, Lukasz Gottwald, Max Martin, Joshua Coleman, Kanye West                 | –                         |
| 30. April 2011 – 6. Mai 2011 1 Woche (insgesamt 1) | 1                                     | Rihanna feat. Britney Spears          | S&M Mikkel S. Eriksen, Tor Erik Hermansen, Sandy Wilhelm, Ester Dean                     | –                         |
| 7. Mai 2011 – 20. Mai 2011 2 Wochen (insgesamt 5) | 5                                     | Katy Perry feat. Kanye West           | E.T. Katy Perry, Lukasz Gottwald, Max Martin, Joshua Coleman, Kanye West                 | –                         |
| 21. Mai 2011 – 8. Juli 2011 7 Wochen (insgesamt 7) | 7                                     | Adele                                 | Rolling in the Deep Adele Adkins, Paul Epworth                                           | –                         |
| 9. Juli 2011 – 15. Juli 2011 1 Woche (insgesamt 1) | 1                                     | Pitbull feat. Ne-Yo, Afrojack & Nayer | Give Me Everything Armando Pérez, Nick van de Wall, Shaffer Smith                        | –                         |
| 16. Juli 2011 – 26. August 2011 6 Wochen (insgesamt 6) | 6                                     | LMFAO feat. Lauren Bennett & GoonRock | Party Rock Anthem Stefan Gordy, Skyler Gordy, Jamahl Listenbee, Peter Schroeder          | –                         |
| 27. August 2011 – 9. September 2011 2 Wochen (insgesamt 2) | 2                                     | Katy Perry                            | Last Friday Night (T.G.I.F.) Katy Perry, Lukasz Gottwald, Max Martin, Bonnie McKee       | –                         |
| 10. September 2011 – 16. September 2011 1 Woche (insgesamt 4) | 4                                     | Maroon 5 feat. Christina Aguilera     | Moves Like Jagger Adam Levine, Benny Blanco, Ammar Malik, Shellback                      | –                         |
| 17. September 2011 – 23. September 2011 1 Woche (insgesamt 5) | 5                                     | Adele                                 | Someone like You Adele, Dan Wilson                                                       | –                         |
| 24. September 2011 – 14. Oktober 2011 3 Wochen (insgesamt 4) | 4                                     | Maroon 5 feat. Christina Aguilera     | Moves Like Jagger Adam Levine, Benny Blanco, Ammar Malik, Shellback                      | –                         |
| 15. Oktober 2011 – 11. November 2011 4 Wochen (insgesamt 5) | 5                                     | Adele                                 | Someone like You Adele, Dan Wilson                                                       | –                         |
| 12. November 2011 – 6. Januar 2012 8 Wochen (insgesamt 10) | 10                                    | Rihanna feat. Calvin Harris           | We Found Love Calvin Harris                                                              | –                         |

## Alben
| ← 2010 ← | Liste der Nummer-eins-Alben in den USA | Liste der Nummer-eins-Alben in den USA | Liste der Nummer-eins-Alben in den USA | 2012 →                    |
| \| Zeitraum \| Wo. ges. \| Interpret \| Titel \| Zusätzliche Informationen \| \| (Zeitraum, Wochen auf Platz eins, Interpret, Titel, zusätzliche Informationen) \| \| \| \| \| \| ------------------------------------------------------------------------------ \| -------- \| ------------------ \| ------------------------------------ \| ------------------------- \| \| 1. Januar 2011 – 28. Januar 2011 4 Wochen (insgesamt 6) \| 6 \| Taylor Swift \| Speak Now[15] \| – \| \| 29. Januar 2011 – 4. Februar 2011 1 Woche (insgesamt 1) \| 1 \| Cake \| Showroom of Compassion[16] \| – \| \| 5. Februar 2011 – 11. Februar 2011 1 Woche (insgesamt 1) \| 1 \| The Decemberists \| The King Is Dead[17] \| – \| \| 12. Februar 2011 – 18. Februar 2011 1 Woche (insgesamt 1) \| 1 \| Amos Lee \| Mission Bell[18] \| – \| \| 19. Februar 2011 – 25. Februar 2011 1 Woche (insgesamt 1) \| 1 \| Nicki Minaj \| Pink Friday[19] \| – \| \| 26. Februar 2011 – 4. März 2011 1 Woche (insgesamt 1) \| 1 \| Various Artists \| Now That’s What I Call Music! 37[20] \| – \| \| 5. März 2011 – 11. März 2011 1 Woche (insgesamt 1) \| 1 \| Justin Bieber \| Never Say Never: The Remixes[21] \| – \| \| 12. März 2011 – 25. März 2011 2 Wochen (insgesamt 13) \| 13 \| Adele \| 21[22] \| – \| \| 26. März 2011 – 1. April 2011 1 Woche (insgesamt 1) \| 1 \| Lupe Fiasco \| Lasers[23] \| – \| \| 2. April 2011 – 8. April 2011 1 Woche (insgesamt 13) \| 13 \| Adele \| 21 \| – \| \| 9. April 2011 – 15. April 2011 1 Woche (insgesamt 1) \| 1 \| Chris Brown \| F.A.M.E.[24] \| – \| \| 16. April 2011 – 22. April 2011 1 Woche (insgesamt 1) \| 1 \| Britney Spears \| Femme Fatale[25] \| – \| \| 23. April 2011 – 29. April 2011 1 Woche (insgesamt 13) \| 13 \| Adele \| 21 \| – \| \| 30. April 2011 – 6. Mai 2011 1 Woche (insgesamt 1) \| 1 \| Foo Fighters \| Wasting Light[26] \| – \| \| 7. Mai 2011 – 10. Juni 2011 5 Wochen (insgesamt 13) \| 13 \| Adele \| 21 \| – \| \| 11. Juni 2011 – 24. Juni 2011 2 Wochen (insgesamt 2) \| 2 \| Lady Gaga \| Born This Way[27] \| – \| \| 25. Juni 2011 – 1. Juli 2011 1 Woche (insgesamt 13) \| 13 \| Adele \| 21 \| – \| \| 2. Juli 2011 – 8. Juli 2011 1 Woche (insgesamt 1) \| 1 \| Bad Meets Evil \| Hell: The Sequel[28] \| – \| \| 9. Juli 2011 – 15. Juli 2011 1 Woche (insgesamt 1) \| 1 \| Jill Scott \| The Light of the Sun[29] \| – \| \| 16. Juli 2011 – 29. Juli 2011 2 Wochen (insgesamt 2) \| 2 \| Beyoncé \| 4[30] \| – \| \| 30. Juli 2011 – 5. August 2011 1 Woche (insgesamt 1) \| 1 \| Blake Shelton \| Red River Blue[31] \| – \| \| 6. August 2011 – 12. August 2011 1 Woche (insgesamt 13) \| 13 \| Adele \| 21 \| – \| \| 13. August 2011 – 19. August 2011 1 Woche (insgesamt 1) \| 1 \| Eric Church \| Chief[32] \| – \| \| 20. August 2011 – 26. August 2011 1 Woche (insgesamt 13) \| 13 \| Adele \| 21 \| – \| \| 27. August 2011 – 9. September 2011 2 Wochen (insgesamt 2) \| 2 \| Jay-Z & Kanye West \| Watch the Throne[33] \| – \| \| 10. September 2011 – 16. September 2011 1 Woche (insgesamt 1) \| 1 \| The Game \| The R.E.D. Album[34] \| – \| \| 17. September 2011 – 30. September 2011 2 Wochen (insgesamt 2) \| 2 \| Lil Wayne \| Tha Carter IV[35] \| – \| \| 1. Oktober 2011 – 7. Oktober 2011 1 Woche (insgesamt 1) \| 1 \| Lady Antebellum \| Own the Night[36] \| – \| \| 8. Oktober 2011 – 14. Oktober 2011 1 Woche (insgesamt 1) \| 1 \| Tony Bennett \| Duets II[37] \| – \| \| 15. Oktober 2011 – 21. Oktober 2011 1 Woche (insgesamt 1) \| 1 \| J. Cole \| Cole World: The Sideline Story[38] \| – \| \| 22. Oktober 2011 – 28. Oktober 2011 1 Woche (insgesamt 1) \| 1 \| Scotty McCreery \| Clear as Day[39] \| – \| \| 29. Oktober 2011 – 4. November 2011 1 Woche (insgesamt 1) \| 1 \| Evanescence \| Evanescence[40] \| – \| \| 5. November 2011 – 11. November 2011 1 Woche (insgesamt 13) \| 13 \| Adele \| 21 \| – \| \| 12. November 2011 – 18. November 2011 1 Woche (insgesamt 1) \| 1 \| Coldplay \| Mylo Xyloto[41] \| – \| \| 19. November 2011 – 25. November 2011 1 Woche (insgesamt 1) \| 1 \| Justin Bieber \| Under the Mistletoe[42] \| – \| \| 26. November 2011 – 2. Dezember 2011 1 Woche (insgesamt 1) \| 1 \| Mac Miller \| Blue Slide Park[43] \| – \| \| 3. Dezember 2011 – 9. Dezember 2011 1 Woche (insgesamt 1) \| 1 \| Drake \| Take Care[44] \| – \| \| 10. Dezember 2011 – 30. Dezember 2011 3 Wochen (insgesamt 3) \| 3 \| Michael Bublé \| Christmas[45] \| – \| |                                        |                                        |                                        |                           |
| ← 2010 |                                        |                                        |                                        | → 2012 →                  |
| Zeitraum | Wo. ges.                               | Interpret                              | Titel                                  | Zusätzliche Informationen |
| (Zeitraum, Wochen auf Platz eins, Interpret, Titel, zusätzliche Informationen) |                                        |                                        |                                        |                           |
| 1. Januar 2011 – 28. Januar 2011 4 Wochen (insgesamt 6) | 6                                      | Taylor Swift                           | Speak Now                              | –                         |
| 29. Januar 2011 – 4. Februar 2011 1 Woche (insgesamt 1) | 1                                      | Cake                                   | Showroom of Compassion                 | –                         |
| 5. Februar 2011 – 11. Februar 2011 1 Woche (insgesamt 1) | 1                                      | The Decemberists                       | The King Is Dead                       | –                         |
| 12. Februar 2011 – 18. Februar 2011 1 Woche (insgesamt 1) | 1                                      | Amos Lee                               | Mission Bell                           | –                         |
| 19. Februar 2011 – 25. Februar 2011 1 Woche (insgesamt 1) | 1                                      | Nicki Minaj                            | Pink Friday                            | –                         |
| 26. Februar 2011 – 4. März 2011 1 Woche (insgesamt 1) | 1                                      | Various Artists                        | Now That’s What I Call Music! 37       | –                         |
| 5. März 2011 – 11. März 2011 1 Woche (insgesamt 1) | 1                                      | Justin Bieber                          | Never Say Never: The Remixes           | –                         |
| 12. März 2011 – 25. März 2011 2 Wochen (insgesamt 13) | 13                                     | Adele                                  | 21                                     | –                         |
| 26. März 2011 – 1. April 2011 1 Woche (insgesamt 1) | 1                                      | Lupe Fiasco                            | Lasers                                 | –                         |
| 2. April 2011 – 8. April 2011 1 Woche (insgesamt 13) | 13                                     | Adele                                  | 21                                     | –                         |
| 9. April 2011 – 15. April 2011 1 Woche (insgesamt 1) | 1                                      | Chris Brown                            | F.A.M.E.                               | –                         |
| 16. April 2011 – 22. April 2011 1 Woche (insgesamt 1) | 1                                      | Britney Spears                         | Femme Fatale                           | –                         |
| 23. April 2011 – 29. April 2011 1 Woche (insgesamt 13) | 13                                     | Adele                                  | 21                                     | –                         |
| 30. April 2011 – 6. Mai 2011 1 Woche (insgesamt 1) | 1                                      | Foo Fighters                           | Wasting Light                          | –                         |
| 7. Mai 2011 – 10. Juni 2011 5 Wochen (insgesamt 13) | 13                                     | Adele                                  | 21                                     | –                         |
| 11. Juni 2011 – 24. Juni 2011 2 Wochen (insgesamt 2) | 2                                      | Lady Gaga                              | Born This Way                          | –                         |
| 25. Juni 2011 – 1. Juli 2011 1 Woche (insgesamt 13) | 13                                     | Adele                                  | 21                                     | –                         |
| 2. Juli 2011 – 8. Juli 2011 1 Woche (insgesamt 1) | 1                                      | Bad Meets Evil                         | Hell: The Sequel                       | –                         |
| 9. Juli 2011 – 15. Juli 2011 1 Woche (insgesamt 1) | 1                                      | Jill Scott                             | The Light of the Sun                   | –                         |
| 16. Juli 2011 – 29. Juli 2011 2 Wochen (insgesamt 2) | 2                                      | Beyoncé                                | 4                                      | –                         |
| 30. Juli 2011 – 5. August 2011 1 Woche (insgesamt 1) | 1                                      | Blake Shelton                          | Red River Blue                         | –                         |
| 6. August 2011 – 12. August 2011 1 Woche (insgesamt 13) | 13                                     | Adele                                  | 21                                     | –                         |
| 13. August 2011 – 19. August 2011 1 Woche (insgesamt 1) | 1                                      | Eric Church                            | Chief                                  | –                         |
| 20. August 2011 – 26. August 2011 1 Woche (insgesamt 13) | 13                                     | Adele                                  | 21                                     | –                         |
| 27. August 2011 – 9. September 2011 2 Wochen (insgesamt 2) | 2                                      | Jay-Z & Kanye West                     | Watch the Throne                       | –                         |
| 10. September 2011 – 16. September 2011 1 Woche (insgesamt 1) | 1                                      | The Game                               | The R.E.D. Album                       | –                         |
| 17. September 2011 – 30. September 2011 2 Wochen (insgesamt 2) | 2                                      | Lil Wayne                              | Tha Carter IV                          | –                         |
| 1. Oktober 2011 – 7. Oktober 2011 1 Woche (insgesamt 1) | 1                                      | Lady Antebellum                        | Own the Night                          | –                         |
| 8. Oktober 2011 – 14. Oktober 2011 1 Woche (insgesamt 1) | 1                                      | Tony Bennett                           | Duets II                               | –                         |
| 15. Oktober 2011 – 21. Oktober 2011 1 Woche (insgesamt 1) | 1                                      | J. Cole                                | Cole World: The Sideline Story         | –                         |
| 22. Oktober 2011 – 28. Oktober 2011 1 Woche (insgesamt 1) | 1                                      | Scotty McCreery                        | Clear as Day                           | –                         |
| 29. Oktober 2011 – 4. November 2011 1 Woche (insgesamt 1) | 1                                      | Evanescence                            | Evanescence                            | –                         |
| 5. November 2011 – 11. November 2011 1 Woche (insgesamt 13) | 13                                     | Adele                                  | 21                                     | –                         |
| 12. November 2011 – 18. November 2011 1 Woche (insgesamt 1) | 1                                      | Coldplay                               | Mylo Xyloto                            | –                         |
| 19. November 2011 – 25. November 2011 1 Woche (insgesamt 1) | 1                                      | Justin Bieber                          | Under the Mistletoe                    | –                         |
| 26. November 2011 – 2. Dezember 2011 1 Woche (insgesamt 1) | 1                                      | Mac Miller                             | Blue Slide Park                        | –                         |
| 3. Dezember 2011 – 9. Dezember 2011 1 Woche (insgesamt 1) | 1                                      | Drake                                  | Take Care                              | –                         |
| 10. Dezember 2011 – 30. Dezember 2011 3 Wochen (insgesamt 3) | 3                                      | Michael Bublé                          | Christmas                              | –                         |

## Jahreshitparaden
| ← 2010 ← | Liste der Nummer-eins-Hits in den USA | Liste der Nummer-eins-Hits in den USA | Liste der Nummer-eins-Hits in den USA | 2012 →   |
| \| Singles \| Position# \| Alben \| \| --------------------------------------------------------------------------------------------------------------------------------------------------- \| --------- \| --------------------------- \| \| Rolling in the Deep Adele Adele Adkins, Paul Epworth \| 1 \| 21 Adele \| \| Party Rock Anthem LMFAO feat. Lauren Bennett & GoonRock Stefan Gordy, Skyler Gordy, Jamahl Listenbee, Peter Schroeder \| 2 \| Speak Now Taylor Swift \| \| Firework Katy Perry Katy Perry, Mikkel S. Eriksen, Tor Erik Hermansen, Sandy Wilhelm, Ester Dean \| 3 \| Born This Way Lady Gaga \| \| E.T. Katy Perry feat. Kanye West Katy Perry, Lukasz Gottwald, Max Martin, Joshua Coleman, Kanye West \| 4 \| My Kinda Party Jason Aldean \| \| Give Me Everything Pitbull feat. Ne-Yo, Afrojack & Nayer Armando Pérez, Nick van de Wall, Shaffer Smith \| 5 \| The Gift Susan Boyle \| \| Grenade Bruno Mars Bruno Mars, Philip Lawrence, Ari Levine, Brody Brown, Claude Kelly, Andrew Wyatt \| 6 \| Tha Carter IV Lil Wayne \| \| Super Bass Nicki Minaj O. Maraj, Ester Dean, Wycliffe Johnson \| 7 \| Pink Friday Nicki Minaj \| \| Moves Like Jagger Maroon 5 feat. Christina Aguilera Adam Levine, Benny Blanco, Ammar Malik, Shellback \| 8 \| Sigh No More Mumford & Sons \| \| Just Can’t Get Enough The Black Eyed Peas The Black Eyed Peas, Joshua Alvarez, Stephen Shadowen, Rodney Jerkins, Julie Frost \| 9 \| Loud Rihanna \| \| On The Floor Jennifer Lopez Bilal Hajji, Kinda Hamid, Gonzalo Hermosa, Ulises Hermosa, Achraf Janussi, Nadir Khayat, Armando Perez, Geraldo Sandell \| 10 \| Teenage Dream Katy Perry \| |                                       |                                       |                                       |          |
| ← 2010 |                                       |                                       |                                       | → 2012 → |
| Singles | Position#                             | Alben                                 |                                       |          |
| Rolling in the Deep Adele Adele Adkins, Paul Epworth | 1                                     | 21 Adele                              |                                       |          |
| Party Rock Anthem LMFAO feat. Lauren Bennett & GoonRock Stefan Gordy, Skyler Gordy, Jamahl Listenbee, Peter Schroeder | 2                                     | Speak Now Taylor Swift                |                                       |          |
| Firework Katy Perry Katy Perry, Mikkel S. Eriksen, Tor Erik Hermansen, Sandy Wilhelm, Ester Dean | 3                                     | Born This Way Lady Gaga               |                                       |          |
| E.T. Katy Perry feat. Kanye West Katy Perry, Lukasz Gottwald, Max Martin, Joshua Coleman, Kanye West | 4                                     | My Kinda Party Jason Aldean           |                                       |          |
| Give Me Everything Pitbull feat. Ne-Yo, Afrojack & Nayer Armando Pérez, Nick van de Wall, Shaffer Smith | 5                                     | The Gift Susan Boyle                  |                                       |          |
| Grenade Bruno Mars Bruno Mars, Philip Lawrence, Ari Levine, Brody Brown, Claude Kelly, Andrew Wyatt | 6                                     | Tha Carter IV Lil Wayne               |                                       |          |
| Super Bass Nicki Minaj O. Maraj, Ester Dean, Wycliffe Johnson | 7                                     | Pink Friday Nicki Minaj               |                                       |          |
| Moves Like Jagger Maroon 5 feat. Christina Aguilera Adam Levine, Benny Blanco, Ammar Malik, Shellback | 8                                     | Sigh No More Mumford & Sons           |                                       |          |
| Just Can’t Get Enough The Black Eyed Peas The Black Eyed Peas, Joshua Alvarez, Stephen Shadowen, Rodney Jerkins, Julie Frost | 9                                     | Loud Rihanna                          |                                       |          |
| On The Floor Jennifer Lopez Bilal Hajji, Kinda Hamid, Gonzalo Hermosa, Ulises Hermosa, Achraf Janussi, Nadir Khayat, Armando Perez, Geraldo Sandell | 10                                    | Teenage Dream Katy Perry              |                                       |          |